# Туксанбай
Туксанба́й (рос. Туксанбай, башк. Туҡһанбай) — хутір у складі Давлекановського району Башкортостану, Росія. Входить до складу Поляковської сільської ради.
До 10 вересня 2007 року хутір називався 1539 км.
Населення — 5 осіб (2010; 8 в 2002).
Національний склад:
- башкири — 87 %